# Крыс и Весельчак У

Весельчак У (слева) и Крыс (справа). Рис. Е. Мигунова

Крыс (также Крысс, Глот) и Весельчак У — космические пираты, главные злодеи фантастических книг Кира Булычёва об Алисе Селезнёвой и их адаптаций. Крыс — инопланетянин, способный менять внешность, Весельчак У — его приспешник, толстый гуманоид.
Одни из самых популярных персонажей Булычёва, они встречаются во многих его книгах и их экранизациях. Крыса и Весельчака У часто называют среди известных космических пиратов или даже известных пиратов вообще.

## Крыс
Крыс — инопланетянин с планеты Крокрыс. Главарь пиратской шайки. Способен менять облик, принимая внешность людей и даже предметов.
Настоящий облик Крыса и его способности описаны в разных книгах по-разному. В книге «Путешествие Алисы» он меняет телесные оболочки, а под оболочками скрывается обитатель  планеты Крокрыс, чьё население истребило друг друга в междоусобных войнах. В настоящем облике Крыс схож с насекомым. В книге «Сто лет тому вперёд» он описан аналогичным образом, лишь продемонстрирована скорость превращения (смены оболочек). Благодаря своим способностям мог работать кинодублёром. Вес Крыса очень мал — менее 44 кг вместе с одеждой и оружием. В повести «Миллион приключений» Крыс — метаморф, полностью меняющий свой облик по желанию, обычно принимая облик маленького худого человека. В «Детях Динозавров» облик умеет менять не только Крыс, но и Весельчак У, и, теоретически, кто угодно — достаточно принять специальную таблетку. Некоторая попытка установить «канон» предпринята Булычёвым в книге «Война с лилипутами»: Крыс — настоящий метаморф, его истинный облик — «насекомое», но другим он предпочитает являться в виде человека.
У Крыса есть мать, тоже пиратка, которая тоже скрывает лицо за маской. Другим она предстаёт в облике прекрасной молодой женщины. Она появляется только в «Миллионе приключений», хотя упоминается много раз в других книгах.

## Весельчак У
Весельчак У — прозвище второго пирата, данное за любовь к жестоким шуткам. Он «правая рука» Крыса. Очень толстый лысый человек. 
О происхождении Весельчака У известно мало, не сказано даже, землянин он или нет (в адаптациях обычно показан как инопланетянин). В повести «Сто лет тому вперёд» упоминается, что он в молодости продал в рабство собственную мать, позже пытался выкупить её, но она к тому времени освободилась и встретила его враждебно.
Весельчак У труслив, склонен к предательству и заискивает перед сильными. Легко предаёт Крыса, оказавшись в руках правосудия. Отмечают, что, несмотря на заявления Весельчака У и Крыса о собственной подлости и злобности, они почти никогда не пытаются убить Алису или её друзей, но только захватывают в плен. А в поздних произведениях они даже несколько раз вступают с Алисой в союз (хоть и неохотно).

## Появления в книгах
- Первое появление Крыса и Весельчака У — в 1974 году в повести «Путешествие Алисы»[4]. Пираты захватили в плен Второго и Третьего капитанов, чтобы выпытать у них секрет абсолютного топлива. Крыс большую часть книги выдаёт себя за доктора Верховцева, друга капитанов. Тайное укрытие пиратов раскрывают Алиса и её папа, благодаря птице говоруну. В финале герои побеждают пиратов и освобождают пленников.
- В повести «Миллион приключений» (1976) пираты под командой Крыса и его Мамаши захватывают планету Брастак. Пашка и Алиса, которые были туристами на Брастаке, срывают планы негодяев. В этой повести нет Весельчака У.
- В повести «Сто лет тому вперёд» (1978) Крыс и Весельчак У пытаются завладеть миелофоном, прибором для чтения мыслей. Ради этого они перемещаются в XX век, преследуя школьника Колю, который завладел прибором. В конце пираты схвачены и доставлены обратно в будущее.
- В «Войне с лилипутами» (1992) пожилые Крыс и Весельчак У отошли от дел и стали владельцами Пиратской планеты, где занимаются скупкой и перепродажей награбленного другими пиратами. Они уже не держат зла на Алису за прежнюю вражду и даже немного помогают ей[1].
- Следующее появление парочки пиратов — в повести «Дети динозавров» (1996) — Крыс и Весельчак У пытаются похитить золотые яйца динозавров с планеты Стеговия.
- Кроме того, Весельчак У и Крыс участвуют в книгах «Привидений не бывает» (1996), «Королева пиратов на планете сказок» (1997), «Планета для тиранов» (1997), «Колдун и снегурочка» (1998), «Алиса и заколдованный король» (2001).

## В экранизациях
- В мультфильме Романа Качанова «Тайна третьей планеты» Крыс переименован в «Глота с планеты Катрук»[4][1], его роль озвучил Пётр Вишняков. Как и в книге, он меняет внешность, притворяясь доктором Верховцевым, но здесь его настоящий облик не насекомое, а гибкий синекожий гуманоид[1]. Весельчак У в озвучивании Григория Шпигеля изображён в виде очень полного и низкорослого человека без шеи, с лысой головой и остроконечными ушами, похожими на поросячьи.
- В телесериале «Гостья из будущего» роль Крыса исполнил актёр Михаил Кононов, а роль Весельчака У — Вячеслав Невинный. В отличие от книги, где перевоплощаться умеет только Крыс, в сериале оба пирата наделены способностью свободно менять свою внешность[11]. Большую часть фильма они остаются в человеческом облике, а свою истинную внешность (гуманоидов с «каменными» лицами) демонстрируют редко. По мнению автора «Московского комсомольца» Антона Размахнина, образы пиратов в фильме напоминают образы белого офицера и его слуги[12]; в «Комсомольской правде» образ Крыса сравнили с гестаповцем[5].
- В фильме 2024 года «Сто лет тому вперёд» роль Весельчака У исполнил Александр Петров. В новом фильме образ Весельчака сильно отличается от канонического: это молодой стройный мужчина, который часто шутит и смеётся. Многие критики отмечали яркую игру Петрова в этой роли[13][14], его персонажа сравнивали с капитаном Джеком Воробьём, Йонду Удонтой и Джокером[15][16][17]. Его напарника в фильме снова зовут Глот, он выглядит как мрачный безволосый мужчина, владеющий способностью управлять чужими телами; фактически в нём нет ничего общего с Крысом[1]. Его роль сыграл Юрий Борисов. Кинокритики оценили персонажа противоречиво: одни отметили его как зловещего и впечатляющего[16][18], другие сочли слишком безэмоциональным и проигрывающим на фоне Весельчака[19][14]. Критики сравнивали этот образ с Фейд-Раутой из «Дюны» Дени Вильнёва[20][21]. На это сравнение Борисов отметил, что фильмы снимались одновременно, так что это не было намеренным подражанием[22].